# Anyphops lucia
Anyphops lucia är en spindelart som beskrevs av José Antonio Corronca 2005. Anyphops lucia ingår i släktet Anyphops och familjen Selenopidae. Inga underarter finns listade i Catalogue of Life.